# Taringa halgerda
Taringa halgerda là một loài sên biển mang trần thuộc nhánh Doridacea, là động vật thân mềm chân bụng không vỏ sống ở biển trong họ Discodorididae.
Không chắc là loài này được đặt đúng chi.

## Phân bố
Loài này được tìm thấy ở Tây Thái Bình Dương nhiệt đới, đặc biệt xung quanh Indonesia, Papua New Guinea và Philippines.

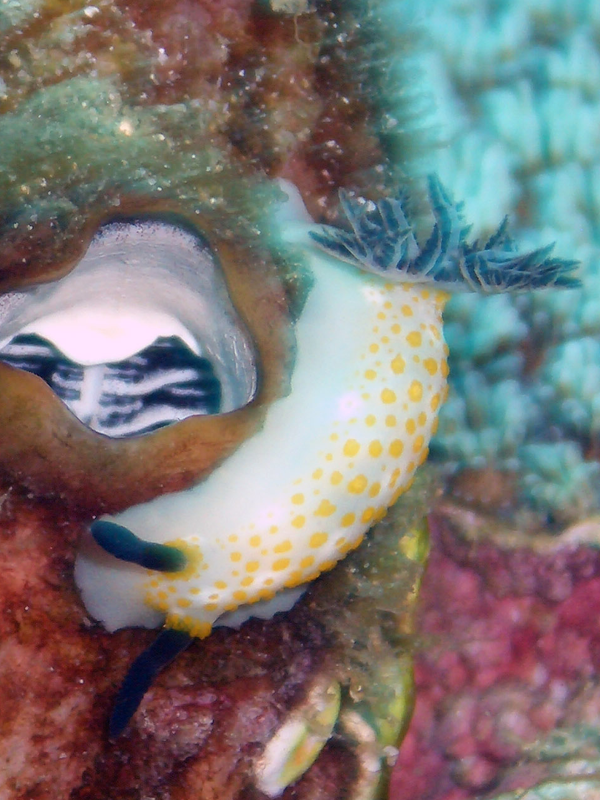
Taringa halgerda